# Niphoparmena carinipennis
Niphoparmena carinipennis là một loài bọ cánh cứng trong họ Cerambycidae.